# Trenčianska elektrická železnica
Trenčianska elektrická železnica (TREŽ) je úzkorozchodná železniční trať mezi Trenčianskou Teplou a Trenčianskými Teplicemi na Slovensku. Jedná se o křížence mezi tramvajovým a železničním systémem. Jde o jednu meziměstskou trať o rozchodu kolejí 760 mm dlouhou přibližně 5,5 km, kterou tvoří jeden mezistaniční oddíl. Jediná výhybna Kaňová byla v 2. polovině 90. let zrušena, v roce 2007 byla na jejím místě otevřena stejnojmenná zastávka. Železnici provozuje od roku 2013 nezisková organizace Trenčianska elektrická železnica, n.o.

## Historie
Do provozu byla trať uvedena 27. června 1909 (často je chybně uváděno 27. července), po méně než roce výstavby. Stala se spojnicí hlavní železniční trati z Bratislavy do Žiliny a lázeňského města Trenčianske Teplice. Systém byl postaven jako úzkorozchodný a elektrifikovaný. Napájecí napětí činilo při otevření trati 750 V, roku 1942 bylo zvýšeno na 950 V a roku 1984 sníženo na 600 V. Trať zpočátku vlastnila společnost Miestna úzkorozchodná elektrická železnica Trenčianska Teplá – Trenčianske Teplice (maďarsky Hólak – Trencsénteplitzi Villamos Vasút), která však neměla prostředky na zakoupení vozů. Proto provoz zajišťovaly státní železnice na účet vlastníka (nejprve to byly železnice uherské, následně československé).
V 80. letech byl jeden z úseků u Trenčianských Teplic vzhledem k výstavbě sídliště přeložen. V roce 2000 došlo k menší modernizaci celé tratě, avšak v dalších letech začátku 21. století celému systému hrozil zánik, který byl pouze minimálně oddálen. Provoz tehdy zajišťovala ZSSK, která jej od 11. prosince 2011 pro ztrátovost zastavila. Město Trenčianske Teplice, obec Trenčianska Teplá a Čiernohronská železnica (ČHŽ) vytvořily tehdy neziskovou organizaci Trenčianska elektrická železnica n.o., která zažádala od odkup celé dráhy,[zdroj⁠?!] přičemž Trenčianska Teplá již od ZSSK odkoupila depo a vozidla za symbolickou částku 1000 eur. Kolejnice jsou však stále v majetku ŽSR.
Organizace Trenčianska elektrická železnica od roku 2013 zahájila nepravidelné turistické jízdy, v roce 2015 pak získala licenci na provoz pravidelné dopravy, která je provozována v létě o víkendech.
Zvláštností na této trati je, že se dodnes dochovaly například i dřevěné stožáry trakčního vedení, které byly jen na části dráhy vyměněné za betonové.

## Vozový park

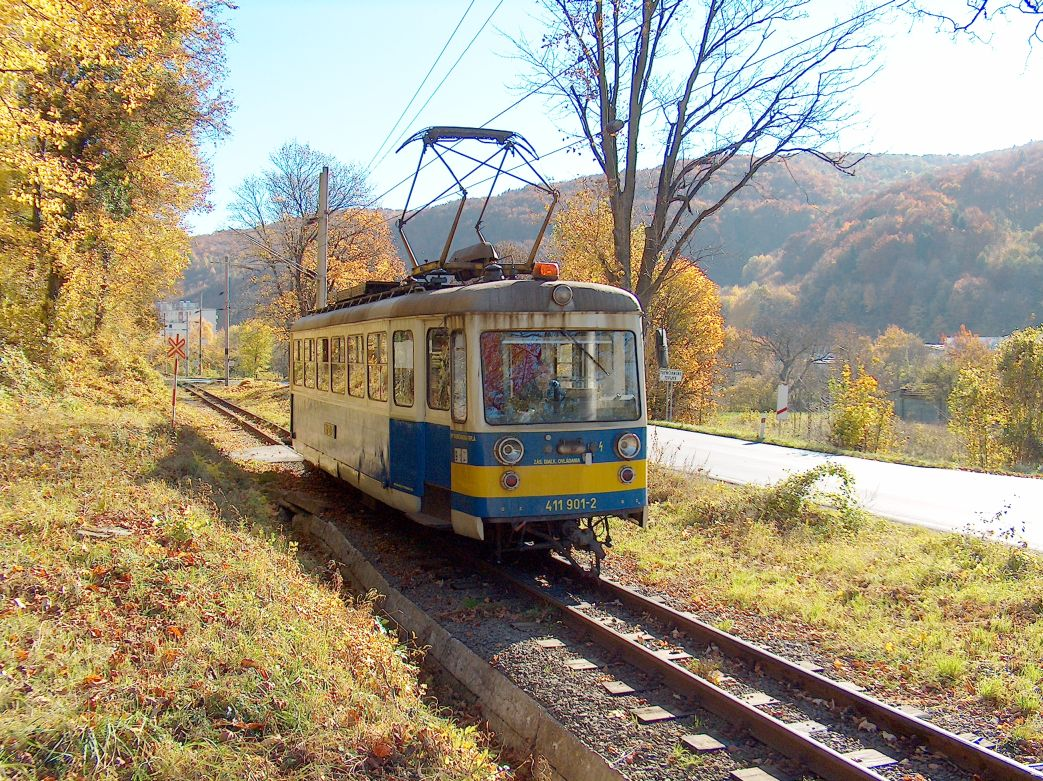
Vůz 411.901 na širé trati

V současné době tvoří vozový park tři elektrické vozy řady 411.9, v provozu však byl do roku 2011 pouze jeden. Původně k nim patřily také dva řídicí vozy řady 911.9, ty jsou však nyní v provozu na jiných železnicích. Všechny vozy byly vyrobeny v první polovině 50. let, avšak v 80. letech prošly rekonstrukcí, při které došlo k výrazným úpravám.

## Depa
Depo se zde nachází pouze jedno, a to v Trenčianske Teplé.